# コンツ (ドイツ)
コンツ (独: Konz) はドイツ連邦共和国 ラインラント＝プファルツ州トリーア＝ザールブルク郡の市。コンツ連合自治体 (独: Verbandsgemeinde Konz) の行政庁所在地となっている。
ザール川とモーゼル川の合流地点、トリーアの南西約8kmに位置する。

## 姉妹都市
- ブリノン＝シュル＝アルマンソン(Brienon-sur-Armançon) （フランス 1966年から）
- シャルニー(Charny (Yonne)) （フランス 1970年から）
- コクセッド(Koksijde) （ベルギー 1973年から）
- プツク(Puck) （ポーランド 2003年から）